# David Guetta
David Guetta (* 7. listopadu 1967, Paříž, Francie) je francouzský house DJ. Známý také jako Jack Back.
Ve 13 letech začal mixovat své první vinyly. V 17 se stal rezidentním DJem pařížského klubu Broad, což odstartovalo jeho kariéru. Během let 1988–1990 mixoval housovou muziku na rádiu Nova. V roce 2005 se jeho singl „The World Is Mine“ vyšplhal na vrcholky evropských hitparád. Objevil se také jako tvář v reklamní kampani kosmetické firmy L'Oréal.
V roce 2005 vystupoval na španělském open-air festivalu Creamfields po boku takových hudebních hvězd jako The Chemical Brothers nebo Carl Cox. Zahrál si také na Creamfields v Anglii.
14. června 2007 se stal prvním DJem, který si zahrál živý set na palubě letadla na lince z Paříže na Ibizu.

## Osobní život
David Guetta se narodil a vyrůstal ve Francii, jeho matka pochází z Belgie, zatímco otec je původem marocký žid. Po dokončení základní školy už nešel na střední školu ale rovnou dělal DJ. V roce 1992 se oženil s francouzskou herečkou a podnikatelkou senegalského původu Cathy Guettovou (její rodné jméno je Catherine Lobe), se kterou má dvě děti: staršího Tima Elvise (* 2004) a mladší Angie (* 2007).

## David Guetta v Česku
Poprvé v Česku účinkoval na Sensation White 2. června 2007 v Pražské Sazka Aréně, společně s Armin van Buuren, Sebastian Ingrosso a dalšími. Poté vystoupil v roce 2009 v Brněnském klubu.
Jeho další vystoupení, tentokrát již sólové, proběhlo 25. září 2010 v pražské Tesla Areně. Jediná show v rámci ČR, Rakouska a Slovenska proběhla 16. prosince 2011 v brněnském multifunkčním pavilonu "P", kde vystoupil na jaře i např. "DJ Tiesto".
Dne 6. července 2024 vystoupil na festivalu v Ostravě Beats for love.

## Diskografie
- Just a Little More Love (2002)
- Guetta Blaster (2004)
- Pop Life (2007)
- One Love (2009)
- Nothing but the Beat (2011)
- Listen (2014)
- 7 (2018)

## Ocenění a nominace
| Rok  | Cena                    | Kategorie                             | Nominovaná práce                                   | Výsledek  |
| ---- | ----------------------- | ------------------------------------- | -------------------------------------------------- | --------- |
| 2006 | DJ Awards               | Nejlepší francouzský DJ               |                                                    | Nominován |
| 2007 | DJ Awards               | Nejlepší mezinárodní DJ               |                                                    | Vítěz     |
| 2007 | DJ Awards               | Nejlepší noc na Ibize                 | Fuck Me I'm Famous                                 | Vítěz     |
| 2007 | World Music Awards      | Světově nejprodávanější DJ            |                                                    | Vítěz     |
| 2007 | TMF Awards              | Best Dance Act                        |                                                    | Nominován |
| 2008 | DJ Awards               | Nejlepší francouzský DJ               |                                                    | Vítěz     |
| 2008 | MTV Europe Music Awards | Best French Act                       |                                                    | Nominován |
| 2009 | DJ Awards               | Nejlepší housový DJ                   |                                                    | Vítěz     |
| 2009 | DJ Mag                  | Top 100 DJ's                          |                                                    | 3. místo  |
| 2009 | MTV Europe Music Awards | Nejlepší píseň                        | „When Love Takes Over“                             | Nominován |
| 2010 | Grammy                  | Nahrávka roku                         | „I Gotta Feeling“ (spolu s Black Eyed Peas)        | Nominován |
| 2010 | Grammy                  | Nejlepší taneční nahrávka             | „When Love Takes Over“ (spolu s Kelly Rowlandovou) | Nominován |
| 2010 | Grammy                  | Best Remixed Recording, Non-Classical | „When Love Takes Over“ (spolu s Kelly Rowlandovou) | Vítěz     |
| 2010 | Grammy                  | Nejlepší elektronické/taneční album   | One Love                                           | Nominován |
| 2010 | World Music Awards      | Nejlepší DJ                           |                                                    | Vítěz     |
| 2010 | World Music Awards      | Nejlepší producent                    |                                                    | Vítěz     |
| 2010 | World Music Awards      | Nejlépe prodávaný francouzský autor   |                                                    | Vítěz     |
| 2010 | NRJ Music Awards        | Mezinárodní album roku                | One Love                                           | Vítěz     |
| 2010 | DJ Mag                  | Top 100 DJ's                          |                                                    | 2. místo  |
| 2011 | DJ Mag                  | Top 100 DJ's                          |                                                    | Vítěz     |
| 2012 | Grammy                  | Nejlepší taneční nahrávka             | „Sunshine“ (spolu s Avicii)                        | Nominován |
| 2012 | Grammy                  | Nejlepší taneční/elektronické album   | Nothing but the Beat                               | Nominován |